# Eise Eisinga
Eise Eisinga (21. února 1744 – 27. srpna 1828) byl nizozemský amatérský astronom, který ve svém domě ve Franekeru v Nizozemsku postavil planetárium, jež je k roku 2014 nejstarším stále fungujícím planetáriem na světě. V prosinci 2011 bylo nizozemskou vládou navrženo na seznam světového dědictví UNESCO.

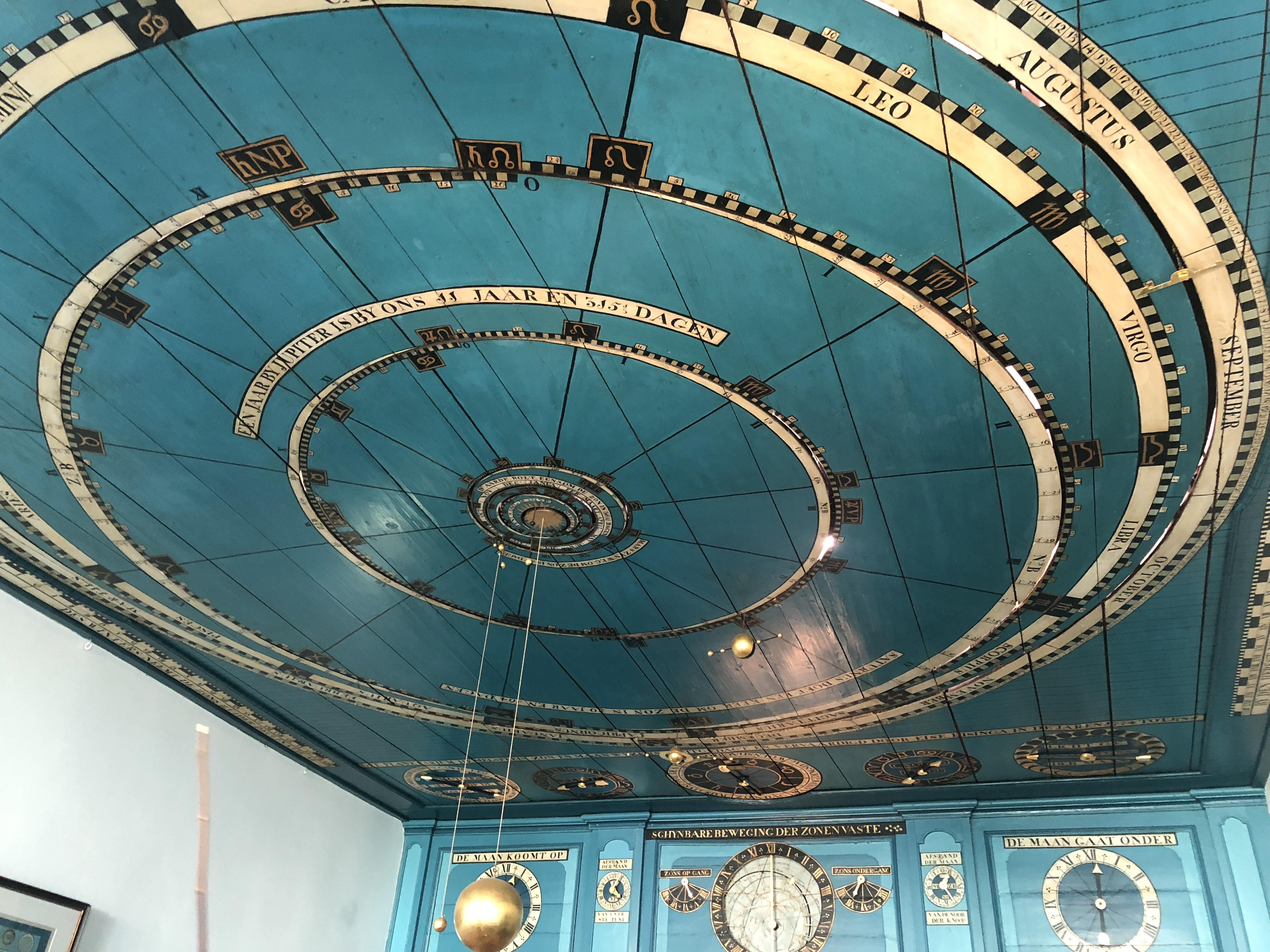